# Eurimedusa (hija de Cletor)
En la mitología griega Eurimedusa (en griego antiguo: Εὐρυμέδουσα, «de gran astucia») era supuestamente hija de Cletor o Clítor de Arcadia, pero su verdadero padre había sido el dios fluvial Aqueloo. No se le conoce la filiación materna. 
Zeus bajó del Olimpo para gozar de la muchacha y se transformó en hormiga, pero cabe la posibilidad de que Eurimedusa también fuera transformada en hormiga. Fruto de esta unión nació el héroe epónimo Mirmidón, que fue así llamado por esa treta. Otros dicen que el esposo de Eurimedusa era un tal Mírmex o Mírmeco (μύρμηξ myrmēx, «hormiga»), y que Zeus en realidad asumió esta forma para ayuntarse con la muchacha; sea como fuere, se mantiene la misma etimología de Mirmidón.